# Sam Trammell
Sam Trammell (* 29. leden 1969, New Orleans, USA) je americký filmový herec.

## Počátky
Narodil se v New Orleans a studoval na školách v Charlestonu i New Yorku.

## Kariéra
Před kamerou se objevil poprvé v roce 1996 a to konkrétně v televizním filmu Ohnivé žně. Vidět jsme jej mohli v několika celovečerních filmech, ke kterým patří např. snímky jako Podzim v New Yorku, Krvavé tajemství či Vetřelci vs Predátor 2.
V roce 2001 získal roli v seriálu Going to California, ve kterém odehrál 20 epizod. V roce 2008 pak byl obsazen do seriálu Pravá krev, kde působí dodnes. Za svou roli Sama Merlotteho byl nominován i na Scream Award.
Spatřit jsme jej mohli i v seriálech jako Dr. House, Odložené případy či Kriminálka New York.

## Ocenění
Kromě nominace na Scream Award byl i spolu se svými kolegy za seriál Pravá krev oceněn cenou Satellite Award v roce 2009.

## Osobní život
Se svou přítelkyní Missy Yager má dvojčata Winstona a Guse, kteří se narodili 9. srpna 2011.

## Filmografie

### Filmy
- 1997 - Childhood's End, The Hotel Manor Inn
- 1998 - Wrestling with Alligators
- 2000 - Krvavé tajemství, Fear of Fiction, Podzim v New Yorku, Followers
- 2003 - Undermind
- 2004 - The Last Full Measure
- 2007 - Vetřelci vs Predátor 2
- 2008 - Miracle of Phil
- 2010 - Children of the Spider, The Inn Keeper
- 2011 - The Details, Guns, Girls and Gamblings

### Seriály
- 1998 - Maximum Bob, Trinity
- 2001-2002 - Going to California
- 2004 - Dr. House
- 2005 - Strong Medicine, Soudkyně Amy, Sběratelé Kostí
- 2006 - Kriminálka New York, Vražedná čísla, Spravedlnost, Dexter
- 2007 - Odložené případy
- 2008-2012 - Pravá krev
- 2009 - Medium, Zákon a pořádek: Zločinné úmysly
- 2010 - A Drop of True Blood
- 2011 - Paul the Male Matchmaker

### Televizní filmy
- 1996 - Ohnivé žně
- 2004 - Tyranosarie
- 2007 - Co kdyby Bůh byl sluncem...
- 2010 - Pizza Training